# FISA-dokumenten
Nunes memo (formellt Foreign Intelligence Surveillance Act Abuses at the Department of Justice and the Federal Bureau of Investigation) är en fyrasidig promemoria beställd av republikanen Devin Nunes och som varit hemligstämplad fram till september 2018, då det republikanskt dominerade Representanthuset valde att offentliggöra dokumenten. Promemorian  tecknar en bild av att ett flertal högt uppsatta personer inom FBI och justitiedepartementet agerat partiskt i utredningen om ett eventuellt samarbete mellan ryska aktörer och Donald Trumps presidentvalskampanj. 

## Offentliggörandet
Demokraterna i kommittén, liksom även FBI och justitiedepartementet, har motsatt sig ett offentliggörande. Enligt Demokraterna är syftet med promemorian att underminera den särskilde åklagaren Robert Muellers pågående brottsutredning kring det så kallade Rysslandspåret, dvs om ryska aktörer haft inflytande och otillbörliga kontakter med Donald Trumps presidentvalskampanj. 